# John Finn
John Finn (New York, 30 settembre 1952) è un attore statunitense.

## Biografia
Nato da una famiglia irlandese-americana nel Bronx, New York,si è laureato all'Eldred Central School di Eldred, NY nel 1970. Più tardi si unì alla marina per alcuni anni, dopodiché si dedicò alla recitazione.
Dal 1996 al 1997 è stato nel cast principale della serie televisiva EZ Streets, nel ruolo del capitano Geary. Tra il 1997 e il 1999 ha recitato in 5 episodi della serie TV X-Files interpretando Michael Kritschgau, controverso informatore del protagonista Fox Mulder. Dal 2003 al 2010 è stato uno dei protagonisti della longeva serie televisiva Cold Case - Delitti irrisolti, vestendo i panni del tenente John Stillman.

## Filmografia

### Cinema
- Il Papa del Greenwich Village (The Pope of Greenwich Village), regia di Stuart Rosenberg (1984)
- Un poliziotto in blue jeans (Shakedown), regia di James Glickenhaus (1988)
- Glory - Uomini di gloria (Glory), regia di Edward Zwick (1989)
- Poliziotti a due zampe (Loose Cannons), regia di Bob Clark (1990)
- Come fare carriera... molto disonestamente (A Shock to the System), regia di Jan Egleson (1990)
- Ore disperate (Desperate Hours), regia di Michael Cimino (1990)
- Accerchiato (Nowhere To Run), regia di Robert Harmon (1993)
- Cliffhanger - L'ultima sfida (Cliffhanger), regia di Renny Harlin (1993)
- Carlito's Way, regia di Brian De Palma (1993)
- Geronimo (Geronimo: An American Legend), regia di Walter Hill (1993)
- Il rapporto Pelican (The Pelican Brief), regia di Alan J. Pakula (1993)
- Le cinque vite di Hector (Being Human), regia di Bill Forsyth (1994)
- Blown Away - Follia esplosiva (Blown Away), regia di Stephen Hopkins (1994)
- Turbulence - La paura è nell'aria (Turbulence), regia di Robert Butler (1997)
- Safe Sex - Tutto in una notte (Trojan War), regia di George Huang (1997)
- Fino a prova contraria (True Crime), regia di Clint Eastwood (1999)
- Un boss sotto stress (Analyze That), regia di Harold Ramis (2002)
- Prova a prendermi (Catch Me If You Can), regia di Steven Spielberg (2002)
- The Hunted - La preda (The Hunted), regia di William Friedkin (2003)
- La macchia umana (The Human Stain), regia di Robert Benton (2003)
- The Lifeguard, regia di Liz W. Garcia (2013)
- Gifted - Il dono del talento (Gifted), regia di Marc Webb (2017)
- Bent - Polizia criminale (Bent), regia di Bobby Moresco (2018)
- C'era una volta Steve McQueen (Finding Steve McQueen), regia di Mark Steven Johnson (2019)
- Ad Astra, regia di James Gray (2019)
- Echo Valley, regia di Michael Pearce (2025)

### Televisione
- Truck Driver (B.J. and the Bear) – serie TV, episodio 2x07 (1979)
- L'incredibile Hulk  (The Incredible Hulk) – serie TV, episodio 4x07 (1981)
- Saranno famosi  (Fame) – serie TV, episodio 1x03 (1982)
- Miami Vice - serie TV, episodio 4x17 (1988)
- Matlock – serie TV, episodio 6x14 (1992)
- Cin cin (Cheers) – serie TV, episodio 10x21 (1992)
- Frasier – serie TV, episodio 1x12 (1993)
- Chicago Hope – serie TV, episodi 1x01-1x17-2x10 (1994-1995)
- NYPD - New York Police Department (NYPD Blue) – serie TV, 4 episodi (1995-2001)
- Truman, regia di Frank Pierson – film TV (1995)
- JAG - Avvocati in divisa (JAG) – serie TV, episodio 1x10 (1996)
- Sospettati di omicidio (Gone in the Night) – miniserie TV (1996)
- EZ Streets – serie TV, 11 episodi (1996-1997)
- Millennium – serie TV, episodio 1x16 (1997)
- X-Files (The X-Files) – serie TV, 5 episodi (1997-1999)
- Brooklyn South – serie TV, 8 episodi (1998)
- Dawson's Creek – serie TV, 4 episodi (1999-2003)
- Atomic Train - Disastro ad alta velocità (Atomic Train) – miniserie TV, 2 episodi (1999)
- The Practice - Professione avvocati (The Practice) – serie TV, episodi 4x12-4x13 (2000)
- Philly – serie TV, episodio 1x03 (2001)
- Cold Case - Delitti irrisolti (Cold Case) – serie TV, 156 episodi (2003-2010)
- NCIS - Unità anticrimine (NCIS) – serie TV, episodi 9x08-9x09-14x18 (2011-2017)
- Blue Bloods – serie TV, episodio 2x13 (2012)
- Suits – serie TV, episodi 2x04-2x10 (2012)
- Homeland - Caccia alla spia (Homeland) – serie TV, episodio 2x07 (2012)
- Golden Boy – serie TV, episodio 1x07 (2013)
- Believe – serie TV, episodi 1x02-1x06 (2014)
- Madam Secretary – serie TV, episodio 1x05 (2014)
- The Blacklist – serie TV, episodi 2x15-2x16 (2015)
- Elementary – serie TV, episodio 4x11 (2016)
- The Good Wife – serie TV, episodio 7x15 (2016)
- Doubt - L'arte del dubbio (Doubt) – serie TV, episodio 1x01 (2017)
- The Walking Dead – serie TV, 11 episodi (2018-2020)
- The Loudest Voice - Sesso e potere (The Loudest Voice) – miniserie TV, puntata 1 (2019)
- FBI: Most Wanted – serie TV, episodi 6x03-6x09-6x22 (2024-2025)
- Sorelle sbagliate (The Better Sister) – miniserie TV, 5 puntate (2025)

## Doppiatori italiani
Nelle versioni in italiano delle opere in cui ha recitato, John Finn è stato doppiato da:
- Luca Biagini in Blown Away - Follia esplosiva, NCIS - Unità anticrimine, Golden Boy, Ad Astra
- Luciano Roffi in EZ Streets, X-Files (st. 4-5)
- Michele Kalamera in Carlito's Way, Elementary
- Dario Penne in Frasier, Homeland - Caccia alla spia
- Ambrogio Colombo in X-Files (st. 7), Madam Secretary
- Paolo Maria Scalondro in Un boss sotto stress, Blue Bloods (ep. 13x19)
- Diego Reggente in Law & Order: i due volti della giustizia
- Michele Gammino in Glory - Uomini di gloria
- Sandro Iovino in Turbulence - La paura è nell'aria
- Salvatore Landolina in Safe Sex - Tutto in una notte
- Pietro Biondi in Millennium
- Rodolfo Bianchi in Dawson's Creek
- Mario Cordova in Dawson's Creek (ep. 6x16)
- Paolo Buglioni in Prova a prendermi
- Angelo Nicotra in The Hunted - La preda
- Fabrizio Temperini in Cold Case - Delitti irrisolti
- Saverio Indrio in Suits
- Ennio Coltorti in Blue Bloods (ep. 2x13)
- Saverio Moriones in The Blacklist
- Antonio Palumbo in The Good Wife
- Paolo Marchese in Gifted - Il dono del talento
- Roberto Fidecaro in Bent - Polizia criminale
- Pierluigi Astore in The Walking Dead
- Massimiliano Lotti in The Loudest Voice - Sesso e potere
- Oliviero Dinelli in FBI: Most Wanted